# John Jansson
Carl Johan Erik „John“ Jansson (* 18. Juli 1892 in Stockholm; † 10. Oktober 1943 ebenda) war ein schwedischer Wasserspringer.

## Erfolge
Jansson nahm an drei Olympischen Spielen teil, bei denen er jeweils eine Medaille gewann. Bei seinem Olympiadebüt 1912 in Stockholm belegte er im Kunstspringen vom 1-Meter- und 2-Meter-Brett nach erfolgreicher Finalqualifikation den siebten Platz unter acht Finalteilnehmern mit 69,64 Punkten. Im Turmspringen schied er dagegen in der ersten Runde als Siebtplatzierter mit 59,75 Punkten aus. Wesentlich erfolgreicher verlief das sogenannte einfache Turmspringen, bei dem weniger akrobatische Sprünge aus 5 m und 10 m Höhe gezeigt werden mussten. Er war einer von sechs schwedischen Finalisten und gewann mit 39,1 Punkten hinter seinen Landsmännern Erik Adlerz und Hjalmar Johansson die Bronzemedaille. Bei den Olympischen Spielen 1920 in Antwerpen ging Jansson nur in zwei Konkurrenzen an den Start. Im Kunstspringen erreichte er dabei erneut das Finale, kam in diesem mit 544,75 Punkten aber nicht über den sechsten und damit letzten Platz hinaus. Im einfachen Turmspringen wiederholte Jansson seinen Erfolg von 1912 mit dem erneuten Gewinn der Bronzemedaille. Er gewann seine Vorrundengruppe und schaffte im Finale 175,0 Punkte, womit er hinter seinen Landsmännern Arvid Wallman und Nils Skoglund den dritten Platz belegte. Vier Jahre darauf nahm Jansson in Paris nurmehr im einfachen Turmspringen teil, das letztmals im Rahmen der Olympischen Spiele als Wettbewerb ausgetragen wurde. Als Dritter seiner Vorrundengruppe zog er zum dritten Mal in Folge in den Finalwettkampf ein und sicherte sich dort 157 Punkte. Zwar blieb er damit hinter Olympiasieger Richmond Eve zurück, der auf 160 Punkte kam, behauptete sich aber mit einem Punkt Vorsprung vor Harold Clarke und gewann dadurch erstmals die Silbermedaille.
Jansson gewann darüber hinaus mehrere schwedische und nordische Meisterschaften.